# Phoebe zhennan
Phoebe zhennan är en lagerväxtart som beskrevs av S.K. Lee & F.N. Wei. Phoebe zhennan ingår i släktet Phoebe och familjen lagerväxter. Inga underarter finns listade i Catalogue of Life.